# Breitenbrunn (Monti Metalliferi)
Breitenbrunn (ufficialmente Breitenbrunn/Erzgeb., abbreviazione di Breitenbrunn/Erzgebirge; letteralmente "Breitenbrunn/Monti Metalliferi")  è un comune di 5 084 abitanti della Sassonia, in Germania. Appartiene al circondario dei Monti Metalliferi.